# Ратушный, Михаил Тимофеевич
Михаил Тимофеевич Ратушный — один из пионеров русско-украинского штундизма и баптизма.
Уверовал в 1861 году благодаря своему соседу - штундисту-сапожнику Онищенко. Михаил Ратушный, будучи старостой села Основа, начал проводить в своем доме духовные беседы с чтением Евангелия, а впоследствии стал ездить с проповедью и по окрестным селам. Местные власти преследовали его, как распространителя штунды, что в те время было противозаконно. За эту деятельность в 1865, 1867 и 1868 годах подвергался арестам, был осужден, сидел в тюрьме.
Участвовал в защите верующих, направляя жалобы вышестоящим инстанциям на произвол местных властей.  Вместе с И. Г. Рябошапкой они даже ездили с ходатайствами от своих общин в Петербург, хотя и ничего там не добились.
Крещение по вере принял 8 июня 1871 года, в сорокалетнем возрасте. Крещение ему преподал Иван Рябошапка. Вместе с Ратушным крестились еще 48 человек, живших в Одесском уезде. В том же году Ратушный заявил представителю Православной церкви о своем выходе из православия.
Был избран пресвитером штундистской общины в своём селе Основа.
Не позднее 1873 года М. Т. Ратушный вместе с И. Г. Рябошапкой, И. Вилером и Г. Кушнеренко составили «Правила вероисповедания новообращенного Русского Братства» (другое название: «Вероучение Михаила Ратушного») — первое или одно из первых вероучений русских баптистов.
Писатель К. М. Станюкович опубликовал репортаж из суда над пятью крестьянами во главе с М. Т. Ратушным, обвинёнными в распространении штундизма (процесс проходил, вероятно, в 1878 году). В суде было опрошено 20 свидетелей - главным образом, крестьян села Основа и соседнего села Игнатьевка. За исключением двух человек, показания были положительными. «По словам одного из свидетелей, непринадлежащих к секте, штундисты "собираются у себя в хатах, молятся Богу, а такого худого ничего не знаю за ними. О них, кроме хорошего, ничего нельзя сказать, между ними нет ни пьяниц, ни воров, а, напротив, бывали случаи, что человек, который прежде был вором или пьяницею, когда поступит в секту, делается хорошим человеком, перестает пить, воровать, работает"», - писал Станюкович.
В своё оправдание М. Т. Ратушный сказал:

«Разве я мог бы сам управиться, объезжать все деревни и распространять, как показывали некоторые свидетели? Я вовсе не имел столько времени, но когда приезжал судебный следователь, собрался народ и священник тут же был, и когда начали разговор о духовной жизни, то священник ничего не мог доказать из Священного Писания, и поэтому народ, хотя не так опытен в слове Божием, но убедился, что священники не так знают Священное Писание. Потом меня посадили в тюрьму, и весь народ знал, что меня в тюрьму посадили за то, что я Евангелие читал. Вот еще больше начали удивляться, и кто мог доставал Евангелие и читал, а Священное Писание может умудрить во спасение всякого, кто его читает. Я не имел никакой нужды, чтобы, значит, против веры идти, а мы читаем Евангелие и делаем, как Господь сам сказал, чтоб все в точности исполнять, как написано, а кто не будет исполнять, то не будет иметь Царства Небесного. Спаситель сказал: „Кто прославит меня на земле, тот будет прославлен на небесах, а кто на земле не прославит, то и на небесах не будет прославлен“. Всякий христианин должен убедиться и иметь всякую надежду, что всем нам придется предстать пред лицом Христовым, и Иисус Христос сам рассмотрит, кто прав и кто виноват, потому что придет страшный суд для всех неправедных, а для праведных будет торжество… Когда меня вторично посадили в тюремное заключение, то народ еще больше начал обращать внимание и доставать Евангелие. Вот каким образом это больше распространилось, а не так, как думают некоторые, что я распространил».

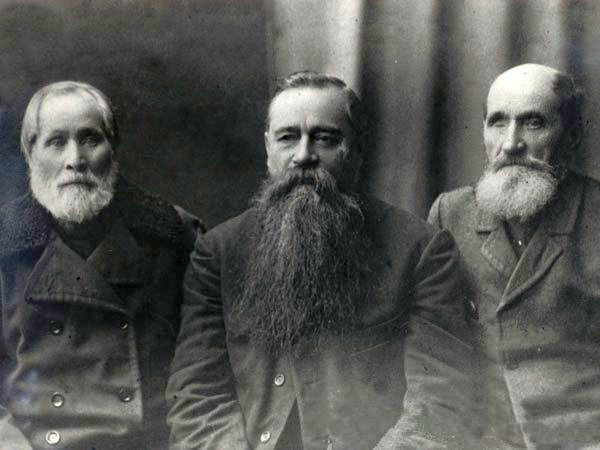
слева направо: М. Т. Ратушный, В. Г. Павлов, И. В. Лисицын

Суд присяжных оправдал Ратушного и остальных верующих.
М. Т. Ратушный участвовал в объединительном движении евангельских конфессий России. Он принимал участие в 1884 году в съезде евангельских верующих в Петербурге, организованном В. А. Пашковым. В том же году он принял участие в съезде в Нововасильевке, учредившем Союз русских баптистов.
В 1889 году был сослан на Кавказ за пропаганду баптизма.